# VDI/VDE 3514
Die VDI/VDE 3514 ist eine Richtlinie des Vereins Deutscher Ingenieure (VDI).
Die Berechnung des Sättigungsdampfdrucks von Wasser nach der VDI/VDE 3514 benutzt die vier Parameter
{\displaystyle T_{t}=273{,}16\,\mathrm {K} }
{\displaystyle p_{t}=611{,}657\,\mathrm {Pa} }
{\displaystyle a_{1}=20{,}10711}
{\displaystyle a_{2}=-1{,}59013}
Die Formel lautet
{\displaystyle p_{\mathrm {S} }(T)=p_{t}\cdot \exp {\biggl (}{\frac {T_{t}}{T}}\cdot {\biggl (}a_{1}\cdot {\biggl (}{\frac {T}{T_{t}}}-1{\biggr )}+a_{2}\cdot {\biggl (}{\frac {T}{T_{t}}}-1{\biggr )}^{1,5}{\biggr )}{\biggr )}}
Beispielrechnungen:
Sättigungsdampfdruck am Tripelpunkt = {\displaystyle p_{\mathrm {S} }(273{,}16\,\mathrm {K} )=611{,}657\,\mathrm {Pa} }
Sättigungsdampfdruck bei 20 °C = {\displaystyle p_{\mathrm {S} }(293{,}15\,\mathrm {K} )=2340{,}1\,\mathrm {Pa} }
Sättigungsdampfdruck bei 100 °C = {\displaystyle p_{\mathrm {S} }(373{,}15\,\mathrm {K} )=103395{,}5\,\mathrm {Pa} }